# Comuna Ciprovți, Montana
Ciprovți (în bulgară Чипровци) este o comună în regiunea Montana, Bulgaria, formată din orașul Ciprovți și satele Belimel, Celiustnița, Gorna Kovacița, Gorna Luka, Jelezna, Martinovo, Mitrovți, Prevala și Ravna. 

## Demografie
Componența etnică a comunei Ciprovți
     Bulgari (97,22%)
     Nicio identificare (1,83%)
     Altele (1,23%)
La recensământul din 2011, populația comunei Ciprovți era de 3.715 locuitori. Din punct de vedere etnic, majoritatea locuitorilor (97,22%) erau bulgari. Pentru 1,83% din locuitori nu este cunoscută apartenența etnică.